# Sant Miquel (Aramunt)

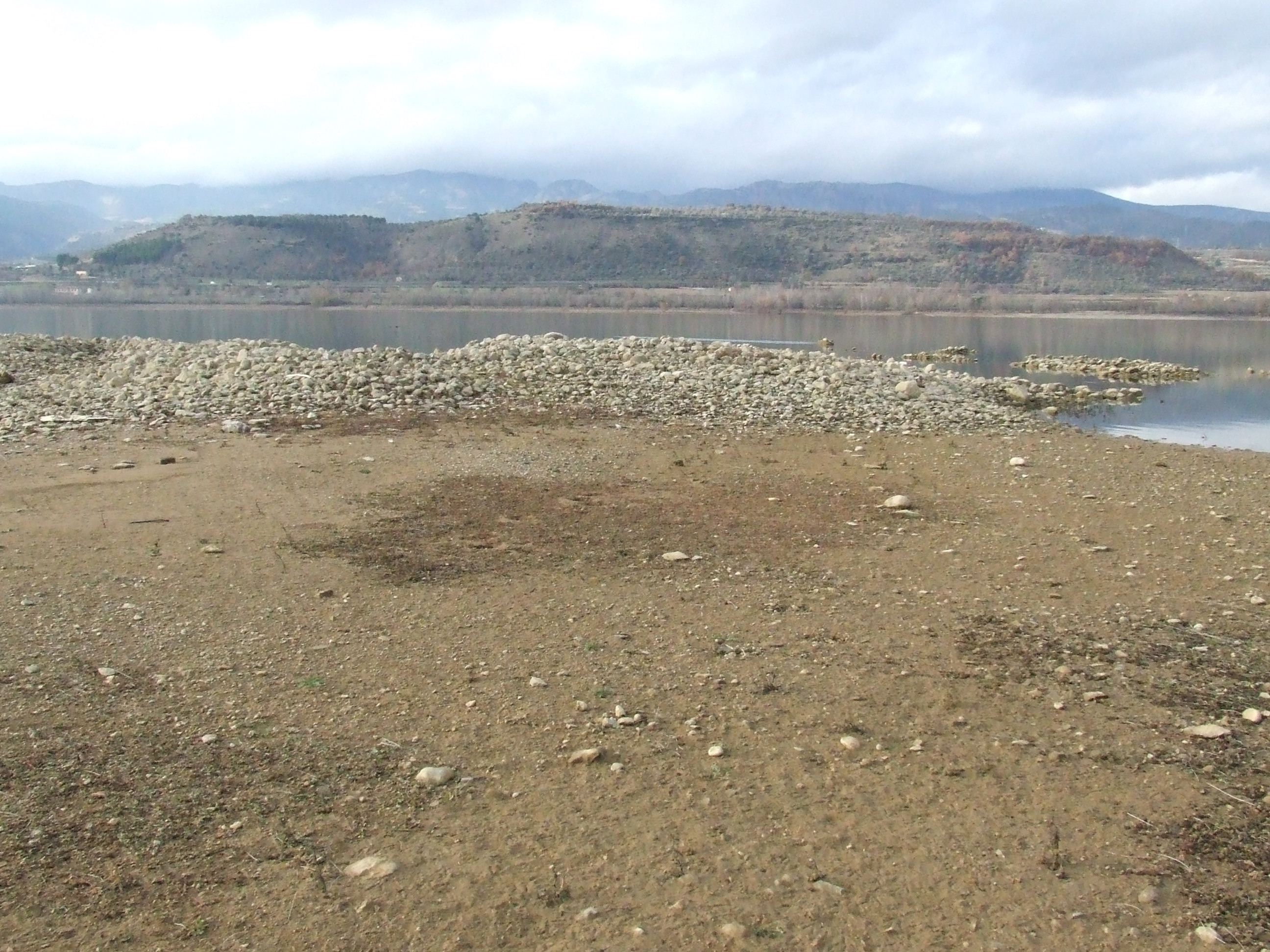
Les restes de Sant Miquel

Sant Miquel era una caseria de l'antic terme municipal d'Aramunt, integrat el 1969 en el nou terme municipal de Pallars Jussà, l'actual Conca de Dalt.

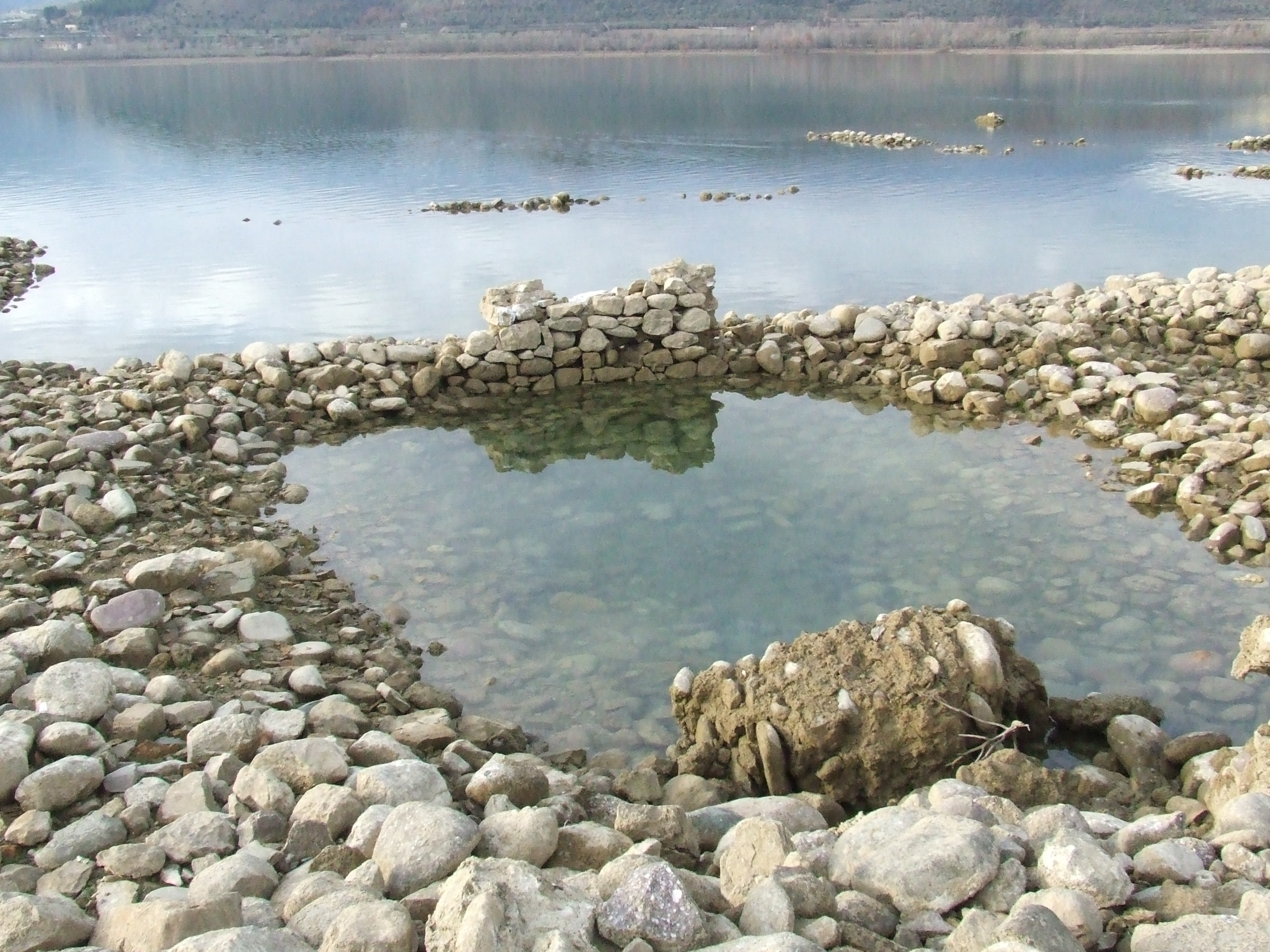
Algunes restes de Sant Miquel

Ceferí Rocafort esmenta que el terme d'Aramunt consta de 190 edificis amb 404 habitants de fet i 425 de dret, distribuïts de la manera següent: 112 edificis i 257 habitants en el poble d'Aramunt (Aramunt Vell), 28 edificis i 105 habitants a les Eres, i 12 edificis amb 37 habitants a la caseria de Sant Miquel. A més, calia afegir-hi 38 construccions utilitzades per a les tasques agrícoles.
La caseria de Sant Miquel s'estenia al voltant de l'església dedicada a l'arcàngel, però des del 1918 tant l'església com la major part de la caseria són sota les aigües del pantà de Sant Antoni, construït per Riegos y Fuerzas del Ebro. Es tracta, per tant, d'una caseria actualment desapareguda. L'església de Sant Miquel d'Aramunt depenia eclesiàsticament de la parròquia de Sant Urbà de Montesquiu, de la qual era sufragània.
Tanmateix, el 1945, en una gran davallada de les aigües del pantà, quedaren al descobert les seves restes, i es troba una gran necròpolis al voltant d'un edifici del qual no es pogué determinar ni l'origen ni la significança. Segurament es tractava d'una església altmedieval, potser construïda damunt d'un temple romà, i una extensa necròpolis paleocristiana, visigòtica i altmedieval.

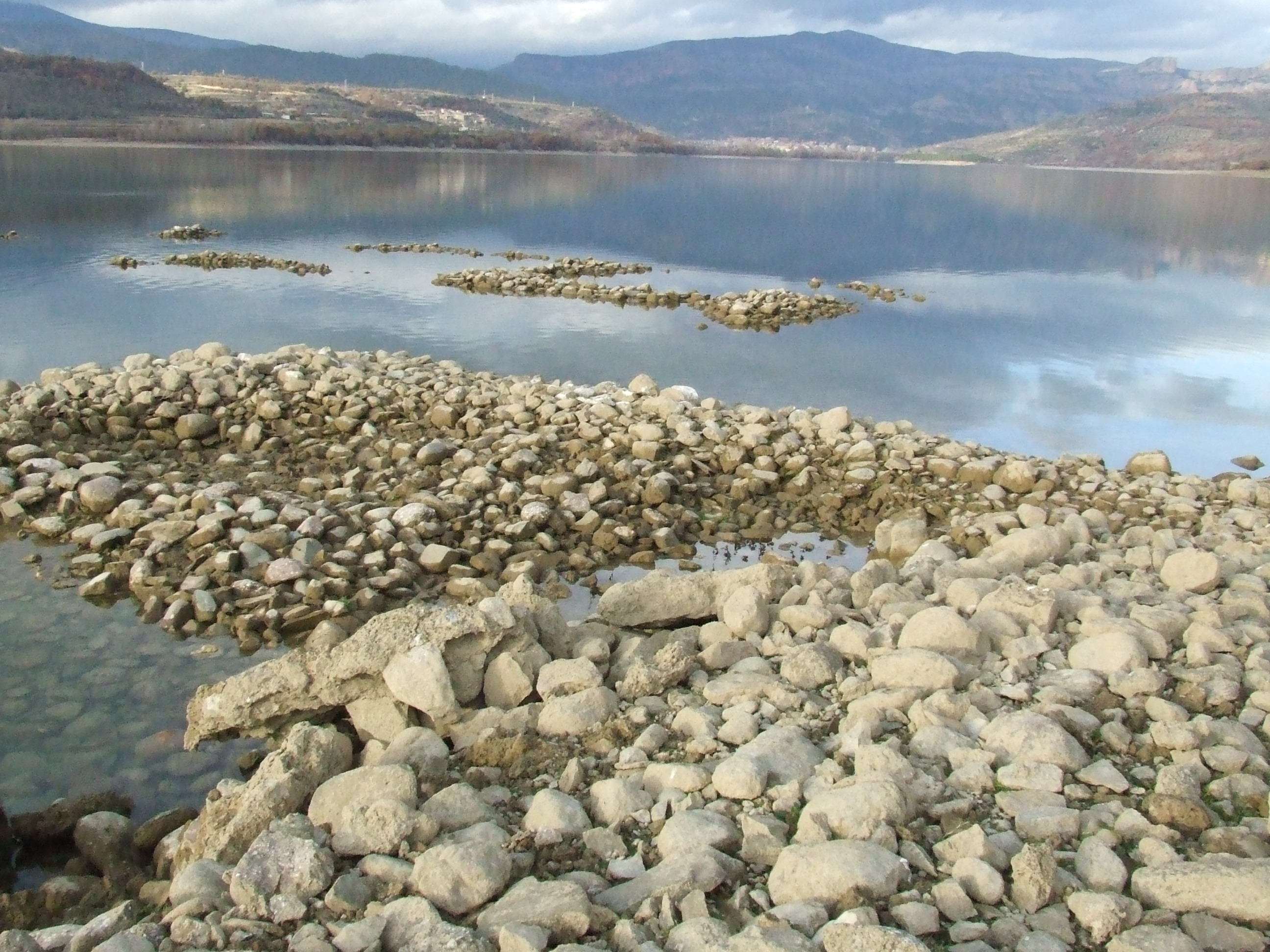
Més restes de Sant Miquel

El lloc era a la cruïlla de dos importants camins des d'època romana, i pot pressuposar-s'hi un poblament ja des d'aquella època.

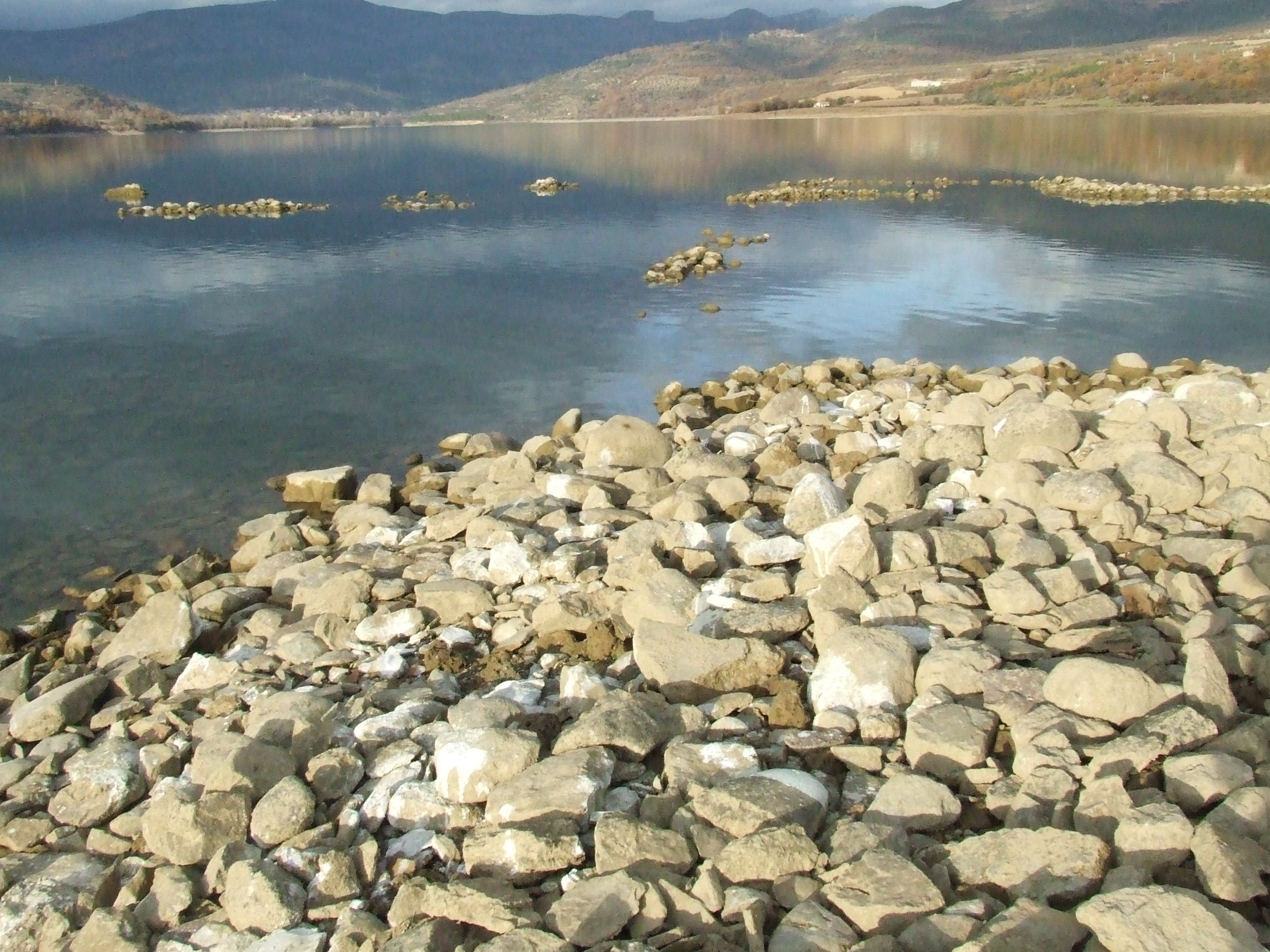
Les restes de Sant Miquel

A l'hort de Sant Fructuós d'Aramunt es conservava un fragment d'inscripció funerària romana, possiblement d'un gran monument sepulcral. El tros conservat feia 9 metres de llargària, i podria procedir de la necròpolis trobada a la caseria de Sant Miquel, avui dia sota les aigües del pantà. Actualment aquesta peça es conserva a Lleida, al Museu de l'Institut d'Estudis Ilerdencs.
Els habitants de la caseria de Sant Miquel tenien un malnom, amb què eren coneguts a tota la comarca: els anomenaven caragolers.

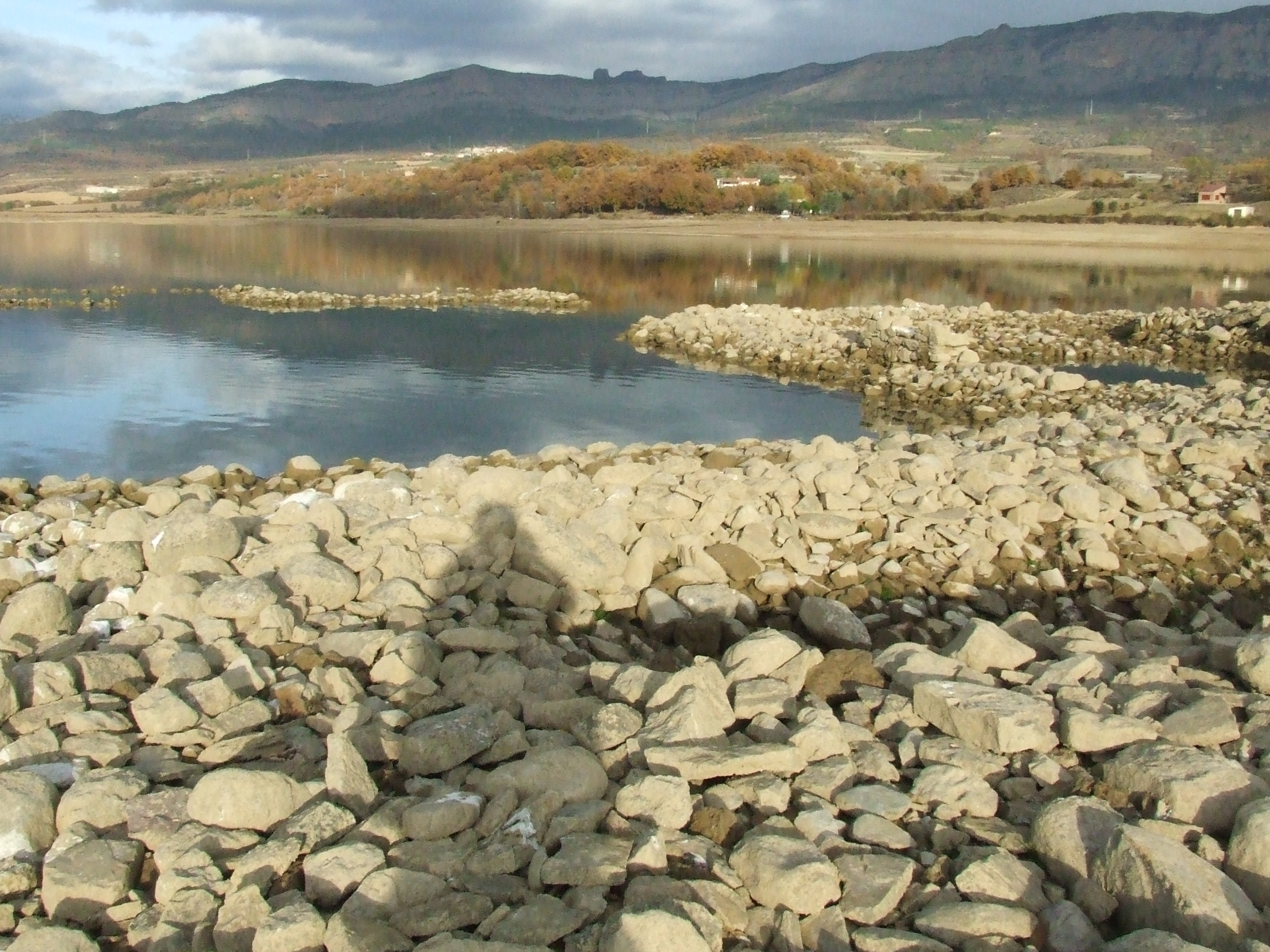
Les restes de Sant Miquel